# 파우스트 (1926년 영화)
파우스트(독일어: Faust – Eine deutsche Volkssage)는 1926년에 UFA에서 제작된 F.W.무르나우 감독의 무성영화이다.

## 줄거리
악마 메피스토는 대천사와 내기를 한다. 한 정직한 인간을 타락시킨다면 악마의 승리가 되어 그는 지상을 지배할 수 있게 된다.
악마는 이를 위해 늙은 연금술사 파우스트가 사는 마을에 흑사병을 창궐시킨다. 파우스트는 병을 고치기 위해 백방으로 노력하며 기도하지만 아무것도 나아지지 않는다. 끝내 절망한 파우스트는 성서를 불에 태우게 되나, 그 속에서 악마의 힘을 얻는 방법이 적힌 글을 보게 된다.

## 등장인물
- 고스타 에크먼(Gösta Ekman (senior)) – 파우스트
- 에밀 자닝스(Emil Jannings) – 메피스토
- 카밀라 혼(Camilla Horn) – 그레첸

## 특징
이 영화는 독일 표현주의 영화의 대표작중 하나이다. 당시로서는 뛰어난 특수효과를 사용하였다.